# 恰巴 (贊比亞)

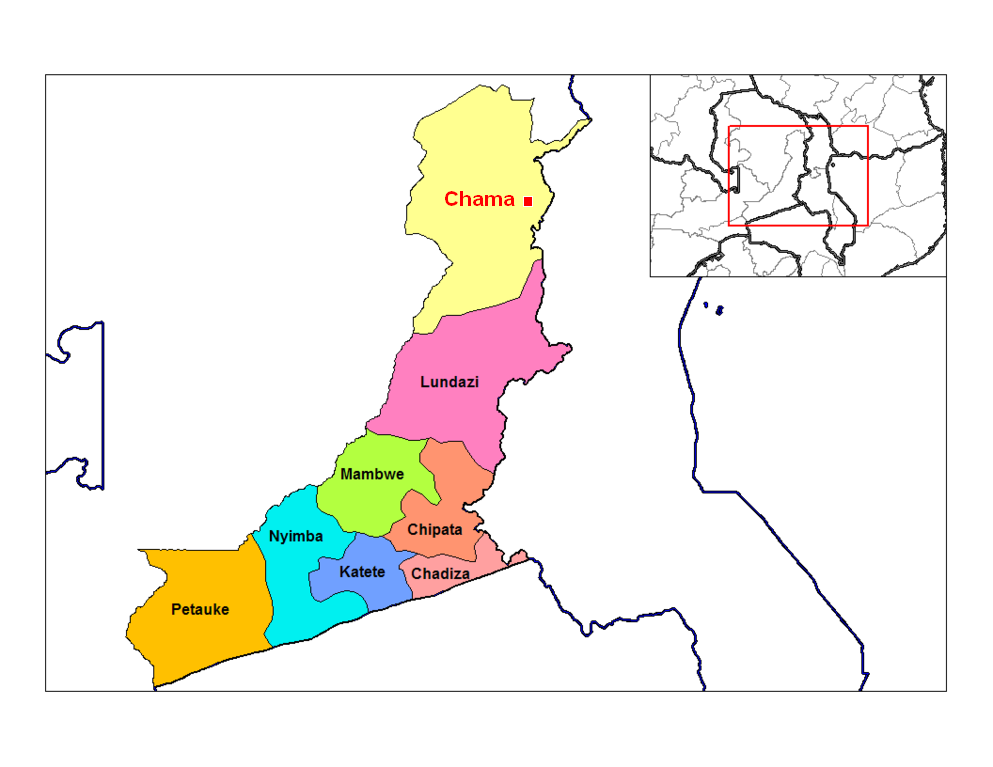

11°13′S 33°09′E / 11.217°S 33.150°E
恰巴（英語：Chama, Zambia），是贊比亞的城鎮，位於該國東北部，由穆欽加省負責管轄，是恰巴縣的首府，處於隆達濟以北150公里，海拔高度1,245米，主要農作物有小米、玉米、木薯、豆類、鷹嘴豆、豌豆、棉花和花生，2005人口96,000。